# Coscinia breyeri
Coscinia breyeri är en fjärilsart som beskrevs av Debauche 1938. Coscinia breyeri ingår i släktet Coscinia och familjen björnspinnare. Inga underarter finns listade i Catalogue of Life.